# Valhalla Rising
Valhalla Rising er en dansk/engelsk film instrueret af Nicolas Winding Refn fra 2009. Hovedrollen spilles af Mads Mikkelsen.
Filmen foregår i år 1000 e.kr. og følger en stum, nordisk kriger, kaldet One-Eye, og en dreng ved navn Are, som rejser sammen med en flok nykristne skotter, der vil på korstog. Rejsen finder sted i en nordisk langbåd, der skal sejle dem fra det skotske højland til Jerusalem, hvor de vil finde 'Det Hellige Land'. Men i tågen driver båden i den forkerte retning – i retning mod et nyt ukendt land. Deres situation bliver værre og værre i det fremmede land, hvor de bliver ofre for angreb af indfødte. Det er blevet antydet, at de i stedet kan have sejlet mod vest til Nordamerika.
Filmen blev vist på flere filmfestivaler i september 2009 og fik premiere i Danmark den 5. marts 2010.
Filmens budget var på 38 millioner kroner.

## Medvirkende
- Mads Mikkelsen – One-Eye
- Jamie Sives – Gorm
- Gary Lewis – Kare
- Ewan Stewart – Eirik
- Alexander Morton – Barde
- Maarten Stevenson – Are
- Andrew Flanagan – Duggal
- Douglas Russell – Olaf
- Gary McCormack – Hauk
- Stewart Porter – Kenneth
- Rony Bridges – Magnus
- Mathew Zajac – Malkolm
- Robert Harrison – Roger
- Gordon Brown – Hagen
- James Ramsey – Gudmund

## Analyse
Filmens æstetik er blevet sammenlignet med det af filmskaberen Terrence Malick.
I filmen om filmen udtaler instruktøren at han ønskede at lave en film om tro. Blandt sine andre inspirationer nævner Winding Refn opdagelsen af Amerika, science fiction uden "science" og meditation.

## Anmeldelser
Filmen har fået en overordenlig blandet kritik. Ligefra 2 stjerner hos Berlingske Tidende til 6 stjerner i B.T..
På trods af store forventninger solgte filmen kun omkring 6.077 billetter i Danmark.
Refn's foregående film Fear X og Bronson solgte også kun et tusindtal billetter.
Det britiske filmmagasin Empire kårede filmen til den 18. bedste film i år 2010.